# Begonia albococcinea
Begonia albococcinea es una especie de planta perenne perteneciente a la familia Begoniaceae. Es originaria de Asia tropical.

## Distribución
Es originaria de la India donde se encuentra en Karnataka, Kerala y Tamil Nadu.

## Taxonomía
Begonia albococcinea fue descrita por William Jackson Hooker y publicado en Botanical Magazine  t. 4172. 1845
Etimología
Begonia: nombre genérico, acuñado por Charles Plumier, un referente francés en botánica, honra a Michel Bégon, un gobernador de la excolonia francesa de Haití, y fue adoptado por Linneo.
albococcinea: epíteto
Sinonimia
- - Mitscherlichia albococcinea (Hook.) Klotzsch, Ber. Bekanntm. Verh. Königl. Preuss. Akad. Wiss. Berlin 1854: 124. 1854.
  - Begonia grahamiana Wight, Icon. Pl. Ind. Orient. 5: t. 1811. 1852.
  - Begonia wightiana Wall., Numer. List: 3673. 1831, nom. nud.
  - Mitscherlichia grahamiana Hassk., Hort. Bogor. Descr.: 334. 1858.[2]